# Elias Daniel Sommerfeld
Elias Daniel von Sommerfeld (ur. 7 kwietnia 1681 r. w Birkholz, zm. 26 lipca 1742 r. we Wrocławiu) – arystokrata, duchowny, biskup pomocniczy we Wrocławiu od 1714 roku.

## Życiorys
Urodził się w 1681 roku w Birkholz, obecnie Borów w województwie lubuskim. Uczęszczał do kolegium w Głogowie, gdzie ukończył nauki humanistyczne. Z zakresu filozofii kształcił się we Wrocławiu, a studia teologiczne odbył w latach 1700–1704 w Rzymie, gdzie przyjął w 1704 roku święcenia kapłańskie, uzyskując jednocześnie doktorat. Po powrocie do diecezji wrocławskiej został kanonikiem kapituły katedralnej. We Wrocławiu pełnił obowiązki sędziego, kolektora i bibliotekarza. Uporządkował i uzupełnił akta kapitulne oraz protokoły. Na początku 1714 roku został rektorem Seminarium Duchownego, a 13 czerwca mianowany biskupem tytularnym Leontopolis i sufraganem wrocławskim przez papieża Klemensa XI. Sakrę biskupią przyjął 11 czerwca 1714 roku w Wiedniu. 
Wobec częstej nieobecności ordynariusza w diecezji zarządzał jej sprawami w jego zastępstwie. W latach 1718–1723 odbył wizytację generalną biskupstwa, sporządzając przy tym obszerne protokoły. Rozbudował gmach seminarium duchownego o pomieszczenia dla kandydatów do kapłaństwa. W 1735 roku wydał diecezjalny katechizm. Po śmierci biskupa Franza Ludwiga zu Neuburga kapituła wybrała go na rządcę diecezji, jednak pod naciskiem dworu wiedeńskiego ostatecznie został nim Philipp Ludwig von Sinzendorf. 
Sommerfeld nie pogodził się z zajęciem przez Królestwo Pruskie Śląska w 1742 roku, a za odmowę złożenia hołdu Fryderykowi II Wielkiemu w 1741 roku, został zmuszony do opuszczenia na jakiś czas Śląska, przebywając między innymi w Częstochowie. Ostro zaprotestował także wobec narzucenia przez władcę na koadiutora - Philippa Gottharda von Schaffgotscha. Zmarł w 1742 roku we Wrocławiu i został pochowany w tamtejszej katedrze.